# 中古智
中古 智（ちゅうこ さとる、1912年〈明治45年〉2月10日 - 1994年〈平成6年〉8月6日）は、日本の映画美術監督。第7代日本映画・テレビ美術監督協会理事長。千葉県出身。

## 経歴
1934年に日本美術学校を卒業後、PCLに入社する。学生時代は舞台美術を志していたが、フランス映画『巴里の屋根の下』（1930年）を見て映画美術に興味を抱いた。北猛夫、久保一雄らに師事し、1937年（昭和12年）に映画『見世物小屋』で美術監督となる。1944年に出兵した後、シベリア抑留を経て復帰。玉井正夫、下永尚、石井長四郎ら共に成瀬巳喜男監督の常連スタッフとして知られる。
1973年（昭和48年）に引退。
1994年8月6日午後3時35分に急性心不全のため死去（享年83歳）。

## 人物
中古は、美術デザイナーも初期の脚本制作から携わるべきだとの持論を掲げていたが、それが実現できたのは『ゴジラ』だけであったと述べている。
成瀬組で照明助手を務めた畑日出夫は、中古について仕事に夢中になると他人の履物を履いていってしまうなど、周囲のことが気にならなくなっていたと証言している。

## 担当作品
- 見世物小屋（1937年）[1]
- まごころ（1939年）[1]
- 雷撃隊出動（1944年）
- 泣きぬれた人形（1951年）
- お国と五平（1952年）
- 山の音（1954年）
- 晩菊（1954年）
- ゴジラ（1954年）[1][2]
- 浮雲（1955年）
- くちづけ（1955年）
- 驟雨（1956年）
- 妻の心（1956年）
- 鬼火（1956年）
- 流れる（1956年）
- 杏っ子（1958年）
- コタンの口笛（1959年）
- 女が階段を上る時（1960年）
- 名もなく貧しく美しく（1961年）
- 女に強くなる工夫の数々（1963年）
- 乱れる（1964年）
- 女の中にいる他人（1966年）
- 乱れ雲（1967年）[1]

## 受賞歴
- 1956年 第11回毎日映画コンクール美術賞
- 1956年 日本映画技術賞美術賞
- 1991年 勲四等瑞宝章

## 脚註